# Maria Angelina Lopes Sarmento

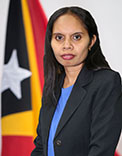
Maria Angelina Lopes Sarmento

Maria Angelina Lopes Sarmento (* 10. Juli 1978 in Lahane Oriental, Dili, Osttimor), kurz Lita Sarmento, ist eine Politikerin aus Osttimor.

## Werdegang
Sarmento hat einen Bachelor in Agrarwissenschaften.
1998 war Sarmento Mitglied des Vorstandes des ETSSC und Mitglied der Grupu Feto Foin Sa’e Timor Lorosa’e (GFFTL).
2002 war Sarmento Mitglied des Kdadalak Sulimutuk Institute und unterstützte die UNESCO bei ihrer Arbeit in Osttimor als Übersetzerin. Von 2005 bis 2008 war sie Executive Director des Forums der Nichtregierungsorganisationen Osttimors FONGTIL, dem Dachverband der nationalen Nichtregierungsorganisationen.
2007 wurde sie zur Kommissarin der Nationalen Wahlkommission (CNE) ernannt und zur Sprecherin des CNE. 2014 wurde sie Generalsekretärin der Nationalen Kommission der UNESCO in Osttimor.
Auf dem ersten Nationalkongress des Partidu Libertasaun Popular (PLP) Ende Mai 2017 wurde Sarmento zu einer von sechs Stellvertretern des Parteivorsitzenden Taur Matan Ruak gewählt. Über Listenplatz 6 gelang Sarmento bei den Parlamentswahlen 2017 der Einzug als Abgeordneter ins Nationalparlament Osttimors. Hier war sie Vizevorsitzende der Kommission für Ethik (Kommission G). Seit September 2017 war Sarmento Delegierte der nationalen Gruppe des Nationalparlaments bei der parlamentarischen Versammlung der Gemeinschaft der Portugiesischsprachigen Länder (CPLP). Bei den vorgezogenen Neuwahlen 2018 stand Sarmento auf Platz 6 der Aliança para Mudança e Progresso (AMP), zu der auch die PLP gehört, und kam erneut in das Parlament. Am 14. Juni wurde Sarmento zur ersten Vizepräsidentin des Parlaments gewählt. Sie wurde außerdem Mitglied der Kommission für Öffentliche Finanzen (Kommission C).
Am 5. Mai 2020 beantragten FRETILIN, PLP und KHUNTO die Absetzung des Parlamentspräsidiums. Es gäbe „eine große Sorge im Zusammenhang mit der Arbeit des Parlaments und der Führung des aktuellen Präsidenten des Parlaments“ Arão Noé da Costa Amaral (CNRT). Amaral habe die Interessen seiner Partei bevorzugt und das Parlament in seiner Arbeit boykottiert. Amaral wies den Antrag aus formalen Gründen zurück, und erklärte, man prüfe noch die Formulierungen. Da die Frist nach Geschäftsordnung von fünf Tagen nicht eingehalten wurde, lud Vizeparlamentspräsidentin Sarmento nach zwei Wochen Verzögerung für den 18. Mai zur Parlamentssitzung und Entscheidung über die Absetzung des Präsidiums.

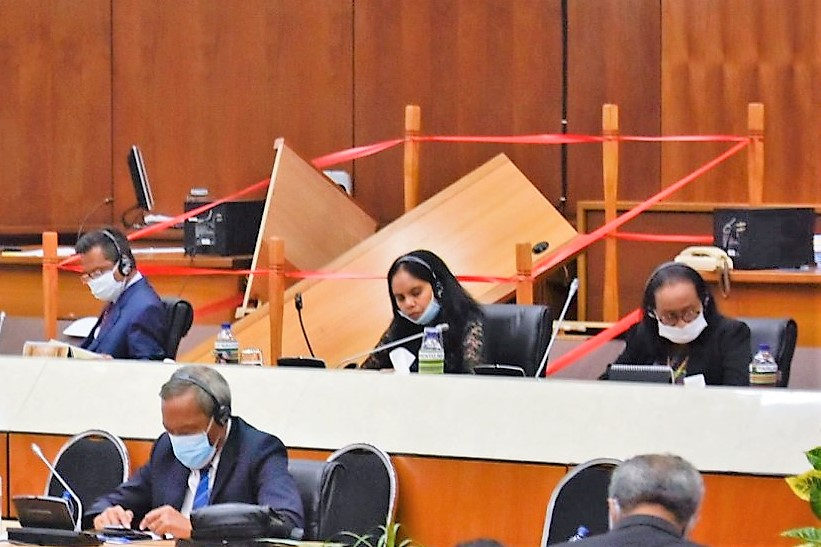
Das zerstörte Präsidium hinter Vize Maria Angelina Lopes Sarmento

Die Sitzungen am 18. und 19. Mai verliefen chaotisch. Abgeordnete des CNRT blockierten unter Schubsen und Schreien versperrten zunächst den beiden Vizepräsidenten Sarmento und Luís Roberto da Silva (KHUNTO) den Zugang zu den Plätzen des Präsidiums. Sie konnten sich schließlich auf ihren Stühlen niederlassen, während der Sitz des Präsidenten vom CNRT-Abgeordneten José Virgílio Rodrigues Ferreira blockiert wurde. Die Sitzung konnte Sarmento trotzdem nicht eröffnen, da die Mikrofone im Plenum von den Mitarbeitern nicht eingeschaltet wurden. Nach einigen Stunden verließen die Abgeordneten das Plenum wieder ohne Abstimmung zum Mittagessen. Sarmento kündigte an, Beschwerde gegen die CNRT-Abgeordneten einreichen zu wollen.
Als Sarmento am folgenden Tag zu ihrem Sitz des stellvertretenden Parlamentspräsidenten ging, stellten sich ihr wieder CNRT-Abgeordnete entgegen. Sie warfen den Tisch mit der Verkleidung um und Stühle darüber. Es wurde geschrien und geschubst, bis Polizisten den Bereich des Präsidiums räumten und alle Abgeordneten davon fernhielten. Sarmento nahm unterhalb Platz, wo normalerweise die Regierungsvertreter im Parlament sitzen. Umgeben von Sicherheitspersonal versuchte sie über einen tragbaren Lautsprecher die Sitzung zu eröffnen. Die CNRT-Mitglieder hämmerten jedes Mal auf die Tische, wenn Abgeordnete der anderen Parteien das Wort ergreifen wollten. Ohne die Stimme von Sarmento hören zu können, hoben schließlich die Mehrheitsvertreter ihre grünen Stimmkarten, um die Tagesordnung für die Entlassung von Parlamentspräsident Amaral zu stimmen. Schließlich wurde eine improvisierte Urne aufgestellt und die Mehrheitsvertreter warfen vorbereitete Stimmzettel zur Abstimmung hinein. Amaral wurde abgesetzt. Aniceto Guterres Lopes von der FRETILIN zum neuen Parlamentspräsidenten gewählt und Sarmento als Vizepräsidentin bestätigt.
Bei den Parlamentswahlen 2023 kandidierte Sarmento auf Platz 3 der Liste der PLP und zog wieder in das Nationalparlament ein.